# Кирсановка (Ростовская область)
Кирса́новка — хутор в Семикаракорском районе Ростовской области.
Входит в состав Золотарёвского сельского поселения.

## Население
| 2010 |
| ---- |
| 501  |

## Улицы
| - пер. 1-й, - ул. Комарова, - ул. Космонавтов, - ул. Озерная, | - ул. Степная, - ул. Школьная, - ул. Юрия Гагарина. |